# Пежо тип 85
Пежо тип 85 (фр. Peugeot Type 85) је моторно возило произведено 1906. од стране француског произвођача аутомобила Пежо у њиховој фабрици у Лилу. У том раздобљу је укупно произведено 6 јединица.
Возило покреће четвороцилиндрични четворотактни мотор који је постављен напред, а преко ланчаног преноса је пренет погон на задње точкове. Његова максимална снага била је 50 КС и запремине 9.755 cm³.
Тип 85 се производио у две варијанте 85 и 85 Б.